# Vocazione dei primi apostoli
La Vocazione dei primi apostoli è un affresco (349x570 cm) di Domenico Ghirlandaio e aiuti, realizzato nel 1481-1482 e facente parte della decorazione del registro mediano della Cappella Sistina in Vaticano.

## Storia
Nel 1481, su suggerimento di Lorenzo il Magnifico, un gruppo di artisti fiorentini venne convocato a Roma da papa Sisto IV per eseguire gli affreschi del grandioso progetto della Cappella Sistina, suggellando inoltre la riconciliazione del papa con Firenze e i Medici. Con Ghirlandaio partirono Sandro Botticelli, Cosimo Rosselli e il Perugino, ormai fiorentino d'adozione, che forse si trovava però già a Roma. Ciascun artista era seguito da un cospicuo numero di aiuti, tra cui anche artisti che si sarebbero affermati di lì a poco, come Luca Signorelli, il Pinturicchio, Filippino Lippi, Piero di Cosimo. Il tema degli affreschi era una celebrazione del papato attraverso le Storie di Mosè e le Storie di Cristo, messe in parallelismo per sottolineare la continuità del messaggio divino, che dalla legge giudaica viene ripreso nella figura di Cristo e da questi trasmessa a Pietro e quindi ai pontefici suoi successori. L'impresa, per quanto riguarda il primo gruppo di pittori, venne portata a termine rapidamente, nel 1482.
A Ghirlandaio vennero affidati due affreschi, la Vocazione degli apostoli e la Resurrezione, quest'ultima molto danneggiata già ai tempi di Vasari e in seguito ridipinta nel tardo XVI secolo. Incerta è invece l'attribuzione del Passaggio del Mar Rosso. Inoltre gli artisti dipinsero la serie dei primi trenta papi sopra i riquadri delle grandi storie di Mosè e di Gesù, alcuni dei quali sono attribuiti al Ghirlandaio, ma le successive ridipinture permettono solo valutazioni generali.

## Descrizione

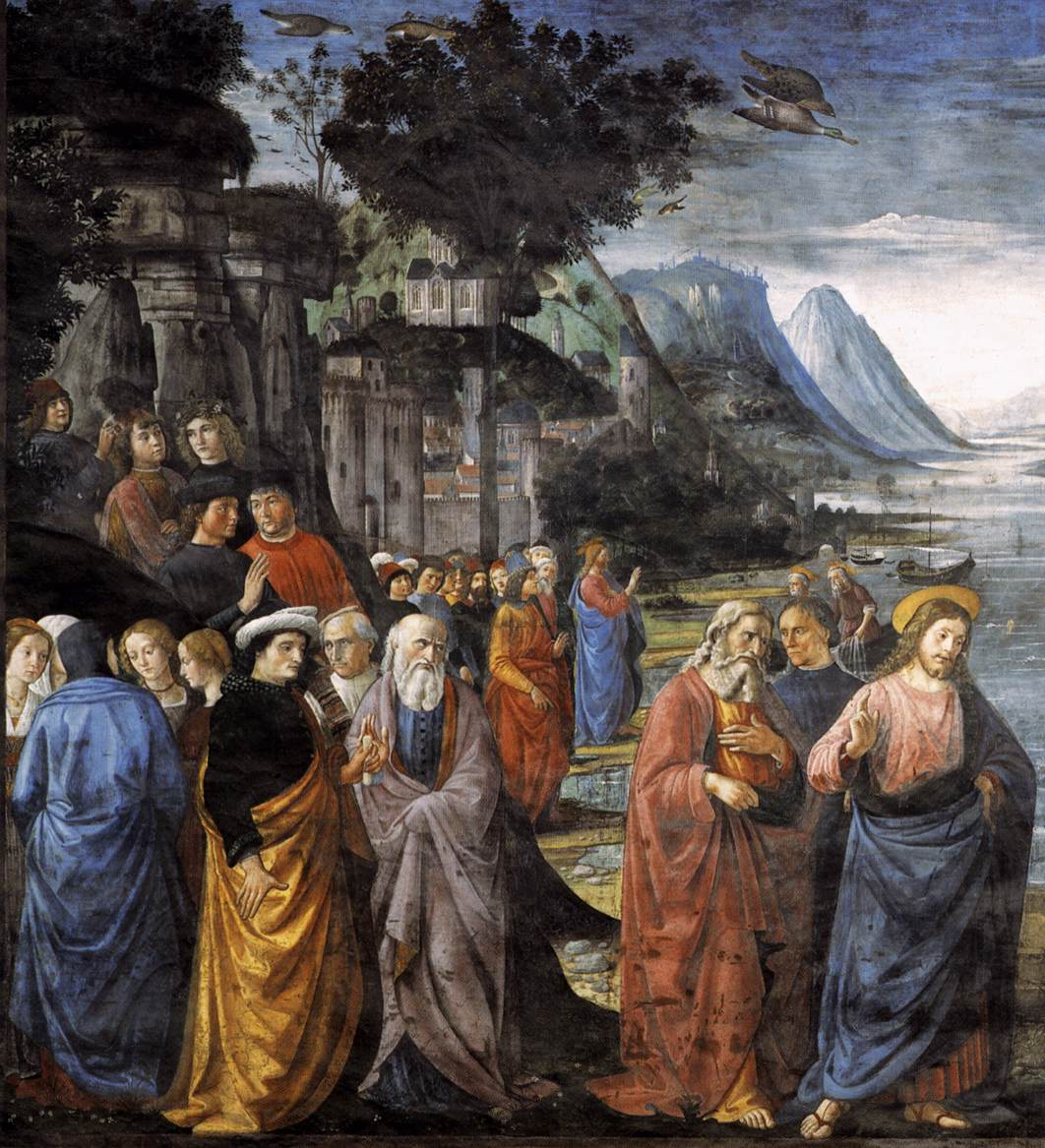
Dettaglio

La scena della Vocazione si divide tra primo piano e sfondo. Al centro di un lago in un'ampia vallata montuosa, i pescatori Simon Pietro e Andrea (sulla sinistra) sono chiamati da Gesù, sulla riva. Poco dopo i due sono dietro al Cristo che dalla riva opposta (sulla destra) sta chiamando a sé Giacomo e Giovanni, intenti a rammendare le reti sulla barca del padre Zebedeo al centro della scena. 
In primo piano Pietro e Andrea, già rivestiti dei mantelli coi colori che sono loro attributo tipico (giallo o arancione per Pietro, verde per Andrea), stanno inginocchiati davanti al Cristo che, solenne, li benedice. L'elemento più originale dell'opera è la moltitudine di spettatori, contemporanei di Ghirlandaio come dimostrano gli abiti, che assistono alla scena, come in una sorta di grande platea ai lati della scena sacra. Numerosi e penetranti sono i ritratti, impostati a fasce isocefale, cioè con le teste in sequenza alla medesima altezza. Vi è raffigurata tutta la comunità fiorentina presente a Roma, che ruotava attorno alla zona della basilica di Santa Maria sopra Minerva. 

### Il gruppo di sinistra
A sinistra si trova il gruppo delle donne, dove è evidente il gusto piacevole e ciarliero dell'artista, tra le quali spicca la dama di spalle col mantello blu, che il Ghirlandaio riutilizzò in altre composizioni di opere successive. 
Seguono su questo lato un uomo con un mazzocchio annodato in testa, dalle mani particolarmente espressive, un anziano calvo con una sciarpa a righe sulla spalla e un uomo con la lunga barba bianca, probabilmente un erudito costantinopolitano che fece da modello anche nell'affresco del San Girolamo nello studio nella chiesa di Ognissanti  a Firenze (1480). Dietro di essi scendono alcuni giovani che sembrano presi nelle loro conversazioni piuttosto che attirati dall'evento sacro, tra cui un bel ritratto di fanciullo con una ghirlanda di fiori in testa. Un terzo gruppo di personaggi si trova in secondo piano, dietro Gesù, tra i quali si nota l'occhieggiare curioso di alcuni che essendo più lontani sembrano sforzarsi di vedere e di farsi vedere.
Proprio dietro Gesù, al centro della scena, si trova il ritratto di Diotisalvi Neroni, amico di Cosimo de' Medici, ma poi cospiratore contro suo figlio Piero; scappato da Firenze per l'insuccesso delle sue trame, si rifugiò a Roma dove visse piuttosto isolato, come dimostrerebbe anche la sua posizione defilata dal gruppo degli altri fiorentini sulla destra.

### Il gruppo di destra

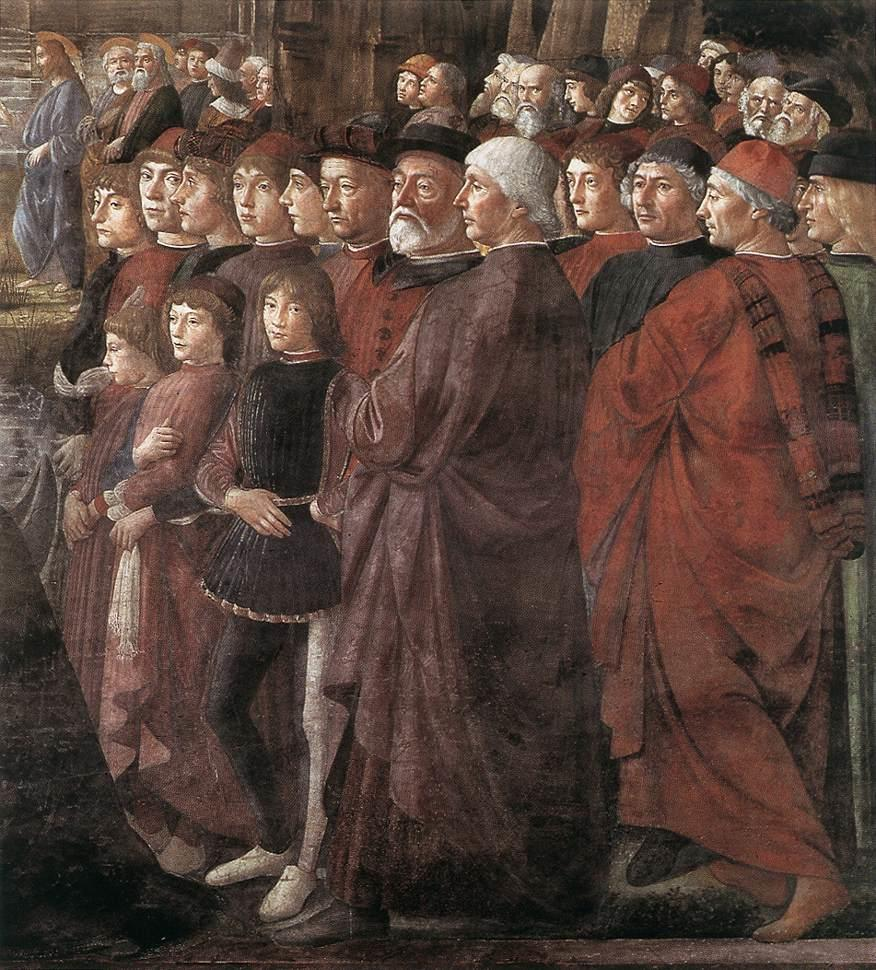
Dettaglio

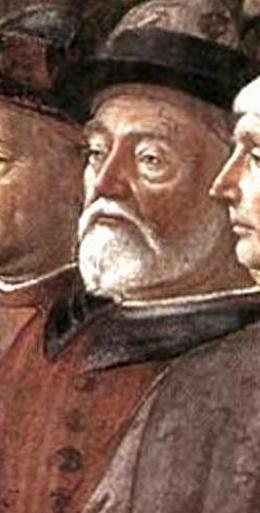
Il ritratto dell'Argiropulo

Il gruppo di destra è quello meglio riuscito, nonché quello in cui si sono riconosciuti il maggior numero di personaggi. Si tratta di una straordinaria foto di gruppo della comunità fiorentina a Roma che accolse probabilmente gli artisti e che trovarono in Ghirlandaio la disponibilità a farsi ritrarre negli abiti ricchi del loro prestigio sociale, derivato dalle attività finanziarie e mercantili che essi svolgevano nella città papale attraverso le numerose filiali delle imprese della madrepatria. Alcuni di essi furono di nuovo committenti dell'artista in opere successive a Firenze, come quelli della famiglia Tornabuoni. 
Tra gli uomini spicca la figura in primo piano, con l'elegante abito rosso, una sciarpa rigata allora in voga calata sulla schiena, e la berretta dello stesso colore, che dovrebbe essere Gianfrancesco Tornabuoni, presente anche negli affreschi della Cappella Tornabuoni. Dietro di lui si trova un bel giovane di profilo e, a sinistra, un uomo in nero che dovrebbe essere, sempre dal confronto con gli affreschi successivi in Santa Maria Novella, Giovanni Tornabuoni, responsabile del Banco Medici a Roma e delle sue lucrose attività con l'erario papale, così esperto nelle attività finanziarie da diventare tesoriere di Sisto IV; la sua età matura è testimoniata dai capelli grigi e dalle prime rughe dell'età. Egli era fratello di Lucrezia Tornabuoni, madre di Lorenzo il Magnifico, che proprio in quella comunità romana soggiornò, ospitata dal fratello, per trovare una sposa adatta al figlio, quella Clarice Orsini che portò i primi legami di nobiltà in casa Medici. Alcuni indicano Giovanni invece nell'uomo dallo sguardo triste, terzo in prima fila, con una mantella rossa e un cappello bombato, ma forse si tratta più probabilmente di suo fratello Francesco.
Il successivo giovane dal profilo affilato, illuminato da una luce chiarissima, dovrebbe essere Giovanni Antonio Vespucci. 
Nella fila successiva, quella più vicina agli apostoli, si vede un uomo in primo piano dalla postura fiera, avvolto in un manto violaceo e con il viso di profilo incorniciato da un caschetto grigio: non è chiaro chi sia, se il fiorentino Francesco Soderini o il romano Raimondo Orsini. Accanto a lui si trova un anziano con una corta barba bianca, le borse agli occhi e un curioso cappello rigido, quasi prelatizio: si tratta di Giovanni Argiropulo, esule costantinopolitano dopo la presa del 1453, che tenne la cattedra di greco allo Studio fiorentino per quindici anni, protetto dai Medici. Il fanciullo davanti a lui, che guarda verso lo spettatore, potrebbe essere Lorenzo Tornabuoni, sfortunato figlio di Giovanni che vide, dopo la morte del padre, il tracollo finanziario della famiglia e la morte della giovane moglie. Un po' più avanti, di profilo, si trova poi un altro Tornabuoni, Cecco, morto a Roma nel 1482 e sepolto in un'elegante tomba di Mino da Fiesole in Santa Maria sopra Minerva.

### Il paesaggio
Tra i brani meglio riusciti vi è l'ampio paesaggio lacustre sullo sfondo, che si perde in lontananza sfumando per effetto della foschia e della luce dell'alba, con un uso della luce più realistico e vibrante, che arriva a superare anche quello delle opere del maestro di questa tecnica, Pietro Perugino. Montagne aguzze, che rievocano i monti di Masaccio nel Tributo, arrivano con le pendici fino all'acqua, che specchia la luce chiarissima, mentre ai lati, più vicine allo spettatore, si trovano due quinte di rocce e colline tra le quali si vedono chiese, torri castelli e le fortificazioni di due città. Quella di destra è Firenze, con il Battistero di San Giovanni e palazzo Vecchio, quella di sinistra ha suggestioni nordiche, derivate dall'arte fiamminga a cui spesso Ghirlandaio attinse modelli e motivi. 
Nel cielo volano numerosi uccelli, tra cui anatre, pavoncelle, un falco e un martin pescatore: si tratta di notazioni naturalistiche, spesso adombranti significati simbolici (come gli uccelli che si accoppiano in volo, simbolo dei cicli della natura che si rinnovano) derivate dalla tradizione tardogotica filtrata da artisti fiorentini come Benozzo Gozzoli.

## Stile
La Vocazione è un'opera di eccellente fattura, dove l'artista usò una solennità che in seguito non si ritrova nella sua opera. L'impostazione, le vesti e i colori di alcuni personaggi e alcuni atteggiamenti ricordano la scena del Pagamento del tributo di Masaccio nella Cappella Brancacci, opera cardine del primo Rinascimento fiorentino che anche Ghirlandaio ebbe modo di studiare, stando alla testimonianza di Vasari. 
I colori sono vivi e brillanti, particolarmente efficaci nel descrivere la delicatezza delle epidermidi o nell'intonare i colori degli abiti all'ultima moda dei contemporanei.
L'abilità ritrattistica del Ghirlandaio raggiunse qui, per la prima volta, vertici di penetrante realismo, dopo le prime prove negli affreschi della Cappella di Santa Fina (1475), divenendo una delle sue caratteristiche più note e apprezzate.